# Maculoncus
Maculoncus is een geslacht van spinnen uit de familie hangmatspinnen (Linyphiidae).

## Soorten
De volgende soorten zijn bij het geslacht ingedeeld:
- Maculoncus orientalis Tanasevitch, 2011
- Maculoncus parvipalpus Wunderlich, 1995